# Stavanger/Sandnes
Stavanger/Sandnes – obszar zurbanizowany (tettsted) położony na obszarze gmin Stavanger, Sandnes, Sola i Randaberg w okręgu Rogaland, regionie Vestlandet, w południowo-zachodniej Norwegii. W granicach zdefiniowanych przez Statistisk sentralbyrå (SSB, norweski urząd statystyczny) liczy 207 439 mieszkańców i zajmuje obszar 72,86 km² i jest trzecim pod względem liczby ludności obszarem zurbanizowanym kraju, po Oslo i Bergen. Stavanger/Sandnes powstało w wyniku dynamicznego rozwoju miast Stavanger i Sandnes (Sandnes jest gminą o największym przyroście ludności w Norwegii), które doprowadziło do zatarcia się granicy między nimi i tym samym wytworzenia się zwartego obszaru zurbanizowanego zgodnego z definicją przedstawioną przez SSB. Stavanger/Sandnes jest centralnym obszarem obszaru metropolitalnego Stavanger.